# Bojaryn
Bojaryn (ukr. Боярин, także ukr. Короткан, Korotkan) – szczyt górski w Gorganach Centralnych położony na terytorium ukraińskiego rejonu iwanofrankiwskiego obwodu iwanofrankiwskiego.

## Geografia
Szczyt znajduje się w kilkunastokilometrowym grzbiecie biegnącym od Kruhłej (1451 m) na zachodzie przez Negrową (1604 m), Bojaryn, Gawor (1551 m), Heczurę (1423 m), Łysą (1426 m), aż po Maksymiec (1429) i zamkniętym na południowym wschodzie doliną Bystrzycy Nadwórniańskiej. Grzbiet ten na północnym zachodzie oddzielony jest siodłem przełęczy Ruszczyna oraz doliną Bystrzycy Sołotwińskiej od najwyższej w Gorganach Sywuli. Od południowego zachodu przez dolinę potoku Sałatruk sąsiaduje z grzbietem Taupiszyrki. Sam Bojaryn wznosi się na wysokość 1675 m n.p.m. przy wybitności równej 253 m i izolacji wynoszącej 3,5 km (najbliższy wyższy szczyt to położona na północny zachód Mała Sywula). Wierzchołek pokryty jest kosodrzewiną. Na południowych zboczach znajdują są Połoniny Korotkańska i Bojaryńska.
Z Bojaryna rozciąga się szeroka panorama obejmująca poza Gorganami także szereg innych grup górskich. Na północnym wschodzie dominuje dwuwierzchołkowy masyw Sywuli oraz pobliskie szczyty Jajko Ilemskie, Ihrowiec czy Wysoka. Od północy ku wschodowi widok obejmuje niższe partie Gorganów w oddali przechodzące w pogórskie Beskidy Brzeżne. Na południowym wschodzie widoczne jest pasmo Doboszanki i Poleńskiego. Dalej na południe, na drugim planie dostrzec można Czarnohorę ze szczytami Brebeneskułu, Howerli i Petrosa. Po stronie południowej widoczna jest tzw. Połonina Czarna (Czarna Klewa, Bratkowska Duża, Gropa, Durnia), a za nią pasmo Świdowca (Bliźnica, Tataruka, Unhariaska). Panorama na południowym zachodzie obejmuje na dalszym planie grzbiet Połoniny Czerwonej (Mała Klimowa, Klimowa, Gropa, Syhłański) przechodzący ku wschodowi w położone bliżej szczyty Gorganów: Bert, Streminos czy Strymba. Dalej, od wschodu po północny wschód widoczne są gorgańskie wierzchołki takie jak Negrowiec, Koniec Gorganu, Koretwina, Popadia i Parenki.

## Ochrona przyrody i turystyka
Wierzchołek oraz zbocza północne i wschodnie znajdują się w granicach Parku Narodowego „Syniohora”.
Południowe stoki Negrowej i Bojaryna trawersuje znakowany na czerwono Wschodniokarpacki Szlak Turystyczny powtarzający w tym miejscu polski szlak z lat 30. XX wieku. Na wysokości szczytu odbija on na południe w kierunku szczytu Okopy. W tym samym miejscu łączy się z nim zielony szlak pieszy biegnący do wsi Maksymiec. Jednocześnie na sam wierzchołek nie prowadzi żaden znakowany szlak turystyczny.

## Nazwa
Nazwa Bojaryn co do zasady określa nie tylko sam szczyt, ale też cały okoliczny grzbiet oraz znajdującą się w nim połoninę. Jej etymologia jest niepewna. Przypuszcza się, że mogła powstać jako forma dopełniacza – z końcówką -ин (-yn) – ruskiego rzeczownika бояр, bojar – „wielki właściciel ziemski”, „ktoś zajmujący wysoką pozycję społeczną”. Morfologicznie oronim ten wykazuje związek z terminem хребет, grzbiet (боярин хребет, bojaryn chrebet – „grzbiet bojara”), skąd dopiero został przeniesiony na inne obiekty znajdujące się w tym grzbiecie.
Spotykana jest też nazwa Короткан (Korotkan) oznaczająca tyle co „niski”, „niewysoki” – tu prawdopodobnie w porównaniu do długości całego grzbietu. Dialektowa forma powstała przy użyciu archaicznego przyrostka -ан (-an) nadającego znaczenie nosiciela cechy